# Du som din församling vårdar
Du som din församling vårdar är en kristen psalm. Texten är skriven av Samuel Ödmann.

## Publicerad i
- 1819 års psalmbok, som nummer 318 under rubriken "Med avseende på särskilda personer, tider och omständigheter: Lärare och åhörare: Vid prästval".